# Power Tab Editor
Power Tab Editor är ett freeware tabulatur/notskrift redigeringsprogram, skapat av Brad Larsen. Programmet använder sig av MIDI för att spela upp det som man har skrivit in.